# Pascal Berenguer
Pascal Berenguer (* 20. Mai 1981 in Marseille) ist ein ehemaliger französischer Fußballspieler. Der defensive Mittelfeldspieler entstammt der Jugend des SC Bastia und verbrachte die längste Zeit seiner Spielerkarriere bei der AS Nancy. Zuletzt spielte er für den FC Tours, bei dem er seine Spielerkarriere 2015 beendete.

## Spielerkarriere

### Im Verein
Seine fußballerische Ausbildung erhielt Berenguer in den Jugendmannschaften des SC Bastia. Im Jahr 1999 wurde er unter Trainer Frédéric Antonetti in die Profimannschaft berufen, die damals in der Ligue 1, der ersten Liga Frankreichs, spielte. Nachdem er dort in den beiden folgenden Jahren jedoch in lediglich einem Spiel zum Einsatz gekommen war, wurde er im Sommer 2001 für zwei Jahre an den FC Istres in die Ligue 2 ausgeliehen. Bis 2003 absolvierte er hier 61 Spiele, in denen er 5 Tore schoss. Nach Ablauf der Leihe im Sommer 2003 verließ er Bastia und schloss sich ablösefrei dem Zweitligisten AS Nancy an. Dort konnte er sich als Stammspieler durchsetzen und stieg mit dem Verein 2005 in die Ligue 1 auf. 2006 gewann Berenguer mit dem AS den französischen Ligapokal. Nach acht Jahren im Verein wurde er im August 2011 für eine Saison an den Zweitligisten RC Lens verliehen. Im Sommer 2012 wechselte er zunächst ebenfalls auf Leihbasis zu dessen Ligakonkurrenten FC Tours, der ihn nach Ablauf der Leihe anschließend fest verpflichtete. Dort spielte Berenguer noch dreieinhalb Jahre lang, ehe er im November 2015 seinen noch bis zum Saisonende laufenden Vertrag vorzeitig auflöste und seine Spielerkarriere beendete. 

### Nationalmannschaft
Berenguer nahm mit französischen Juniorenauswahlen mehrfach an internationalen Wettkämpfen teil. 2000 wurde er mit der U18-Nationalmannschaft Europameister. Ein Jahr später stand er im französischen Aufgebot bei der Junioren-WM in Argentinien, bei der das Team im Viertelfinale ausschied.

### Erfolge
- Coupe de la Ligue: 2006 mit AS Nancy
- Aufstieg in die Ligue 1: 2005 mit AS Nancy
- U18-Europameister: 2000

## Nach der Spielerkarriere
Im Anschluss an sein Karriereende als Spieler übernahm Berenguer im November 2015 bis zum Ende der Saison bei seinem Verein FC Tours zunächst das Training der U19-Jugendmannschaft und leitete danach die Öffentlichkeitsarbeits- und Marketingabteilung des Vereins. Später wendete er sich vom Profifußball ab und fand, nach einer vorübergehenden Tätigkeit als Züchter englischer Bulldoggen, eine Beschäftigung im Finanzwesen.